# Tunceli (provins)

Karta över Turkiet med Tunceli markerat

Tunceli (kurdiska Dêrsîm, zazaiska Dêsim) är en provins i Turkiet. Den kallades fram till 1936 för Dersim (zazaiska silverdörr) men detta kurdiska namn förbjöds och ersattes med det turkiska Tunceli, som betyder bronsnäve. Den har totalt 93 584 invånare (2000) och en areal på 7406 km². Provinshuvudstad är Tunceli. Klimatet är kontinentalt med kalla snöiga vintrar, samt heta torra somrar.
Provinsens befolkning är till största delen kurder, många med alevitisk religion. Som svar på den turkiska statens turkifieringskampanj och förbudet gjorde kurderna i området uppror 1937. Upproret slogs ned och sommaren 1938 genomförde  militären en massaker som dödade en mycket stor del av befolkningen – olika källor anger mellan 13 200 och 40 000 döda. Minst 12 000 personer drevs iväg från sina hem. Kvinnorna tvingades byta ut sina traditionella kläder mot påbjudna västerländska kläder. Boskapen dödades och fälten förstördes. Syftet var troligen inte bara att slå ned just detta uppror utan att visa för hela den kurdiska befolkningen vad som händer dem som motsätter sig statens påbud.